# Sooglossus thomasseti
A Sooglossus thomasseti a kétéltűek (Amphibia) osztályának békák (Anura) rendjébe és a Seychelle-szigeteki békafélék (Sooglossidae) családjába tartozó faj.

## Előfordulása
Az Indiai-óceánban fekvő Seychelle-szigetek endemikus faja. A szigetcsoport Mahé és Silhouette szigetén honos.

## Megjelenése
Közepes méretű békafaj, a hímek testhossza elérheti a 16,4–17,7 mm-t, a nőstények az 55 mm-t. Feje jellegzetesen lapított, fejének szélessége nagyobb, mint annak hossza. Pofája rövid, lekerekített. Pupillái vízszintesen helyezkednek el, hallószerve nem látható. Ujjai rövidek, első ujja általában rövidebb, mint a második. Úszóhártyája nincs.
Háta vörösesbarnától az arany színig változhat. Néhány egyed háta közepén széles, barna sáv húzódik. Kezén és lábán fekete csíkozás figyelhető meg, hátán vékony, sárga, vagy fehér csík húzódik. Szeme arany színű, fekete pupillával. Hasi oldala barna háttéren enyhén tarkított.

## Természetvédelmi helyzete
A vörös lista a súlyosan veszélyeztetett fajok között tartja nyilván.

## Taxonómiai helyzete
A genetikai vizsgálatok azt mutatják, hogy két populációja különbözik egymástól, és lehetséges, hogy külön fajhoz tartoznak. Emiatt a kutatók javasolták, hogy természetvédelmi célokból mindkét populációt evolúciósan jelentős egységként tartsák számon.